# Округ Макинли (Њу Мексико)
Макинли (енгл. McKinley County) је округ у америчкој савезној држави Њу Мексико.

## Демографија
По попису из 2010. године број становника је 71.492, што је 3.306 (-4,4%) становника мање него 2000. године.
| Група             | 2000.         | 2010.         |
| Белци             | 8.902 (11,9%) | 7.384 (10,3%) |
| Афроамериканци    | 296 (0,4%)    | 360 (0,5%)    |
| Азијати           | 344 (0,5%)    | 568 (0,8%)    |
| Хиспаноамериканци | 9.276 (12,4%) | 9.473 (13,3%) |
| Укупно            | 74.798        | 71.492        |